# 卡尼塔 (切波區)
卡尼塔（西班牙語：Cañita），是巴拿馬的城鎮，位於該國中東部，由巴拿馬省的切波區負責管轄，面積359平方公里，海拔高度29米，2010年人口2,514，人口密度每平方公里7人。